# Chorebus cubocephalus
Chorebus cubocephalus är en stekelart som först beskrevs av Telenga 1935.  Chorebus cubocephalus ingår i släktet Chorebus och familjen bracksteklar. Arten är reproducerande i Sverige. Inga underarter finns listade i Catalogue of Life.